# Feodora (Vorname)
Feodora ist ein weiblicher Vorname.

## Herkunft und Bedeutung
Feodora ist die deutsche Schreibweise des russischen Vornamens Fjodora. Dieser ist wiederum russische Variante von Theodora. Theodor bzw. Theodora setzt sich aus den griech. Wörtern theos (θεός, „Gott“) und dōron (δώρον, „Geschenk“) zusammen. Damit ist der Name ein Theophor.

## Verbreitung
Der Vorname Feodora ist sehr selten. Eine Verbreitung kann nur in deutschsprachigen Adelshäusern festgestellt werden. Die adeligen Namensträgerinnen sind überwiegend Nachkommen der Fürstin Feodora zu Hohenlohe-Langenburg (1807–1873).

## Namenstag
Als Namenstag wird der 28. April und der 29. August gefeiert.

## Varianten
Die männliche Form des Vornamens ist Feodor.
- deutsch: Fedora, Fedor, Theodora, Thea
- russisch: Fjodor

## Namensträgerinnen

### Vorname
- Feodora von Dänemark (1910–1975), Angehörige der dänischen Königsfamilie, durch Heirat Gräfin von Castell-Castell
- Feodora zu Leiningen (1807–1872), durch Heirat Fürstin zu Hohenlohe-Langenburg und Halbschwester der britischen Königin Victoria
- Feodora zu Hohenlohe-Langenburg (1839–1872), Prinzessin zu Hohenlohe-Langenburg und durch Heirat Herzogin von Sachsen-Meiningen
- Feodora von Schleswig-Holstein-Sonderburg-Augustenburg (1874–1910), Schwester der letzten deutschen Kaiserin, Schriftstellerin und Namensgeberin bis heute vertriebener Schokoladen-Produkte
- Feodora von Sachsen-Meiningen (1879–1945), Prinzessin von Sachsen-Meiningen und durch Heirat Prinzessin Reuß zu Köstritz
- Feodora Reuß jüngere Linie (1889–1918), Prinzessin von Reuß und durch Heirat Herzogin zu Mecklenburg
- Feodora von Sachsen-Meiningen (1890–1972), Prinzessin von Sachsen-Meiningen und durch Heirat letzte Großherzogin von Sachsen
- Jane Baxter (1909–1996; eigentlich Feodora Kathleen Alice Forde), britische Schauspielerin
- Woizlawa-Feodora Prinzessin Reuß (1918–2019), Prinzessin aus dem Haus Mecklenburg-Schwerin und durch Heirat Angehörige des Hauses Reuß-Köstritz, Mutter von Heinrich XIII. Prinz Reuß (* 1951)
- Feodora zu Solms (später verwitwete Schenk, verheiratete Prinzessin von Auersperg; 1920–2006), deutsche Leichtathletin
- Feo Aladağ (* 1972; eigentlich Feodora Aladag, geborene Schenk), österreichische Schauspielerin und Regisseurin

### Zwischenname
- Prinzessin Beatrice Mary Victoria Feodore von Großbritannien und Irland (1857–1944), britische Prinzessin
- Auguste Viktoria (auch Victoria) Friederike Luise Feodora Jenny von Schleswig-Holstein-Sonderburg-Augustenburg (1858–1921), Gemahlin Wilhelms II. und dadurch die letzte deutsche Kaiserin und Königin von Preußen
- Margarethe Beatrice Feodora von Preußen (1872–1954), durch Heirat Landgräfin von Hessen-Kassel
- Ursula Margarete Marie Feodora Grabley (1908–1977), deutsche Theaterschauspielerin
- Sibylla Calma Maria Alice Bathildis Feodora von Sachsen-Coburg und Gotha (1908–1972), durch Heirat Erbprinzessin von Schweden
- Elisabeth Caroline-Mathilde Alexandrine Helena Olga Thyra Feodora Estrid Margarethe Désirée von Dänemark (1935–2018), dänische Prinzessin, Tochter des Erbprinzen Knut von Dänemark und Cousine der Königin Margrethe II